# Jimmy Wixtröm
Hans Jimmy Wixtröm, född 9 mars 1986 i Karlskoga församling, Örebro län, är en svensk pressfotograf.

## Biografi
Wixtröm har vunnit flera priser i Årets bild, bland annat för bilden på dåvarande statssekreteraren Ulrika Schenström när hon kysste TV4-reportern Anders Pihlblad. Jimmy Wixtröm har även lånat ut sin kamera till sprintern Usain Bolt efter att denne har vunnit sina tävlingar.
Hans bror Peter Wixtröm är även han bildjournalist på Aftonbladet. Tredje brodern Tobias Wickström är chefredaktör för häntgruppen på Allers förlag.